# Tournoi des Cinq Nations 1947
Navigation
Tournoi 1939 Tournoi 1948
Le Tournoi des Cinq Nations 1947 (1er janvier - 19 avril) marque le début de l'ère moderne du rugby d'après-guerre et voit la réadmission de la France (qui ne participait plus au Tournoi depuis 1932). 
C'est la 18e édition du Tournoi à cinq ou la 53e en prenant en compte les tournois britanniques depuis la première édition en 1882-83. L'Angleterre et le pays de Galles sont les premiers vainqueurs ex æquo de la Libération.

## Classement
| Rang | Nations        | J | V | N | D | Pm | Pe | Diff | Pts |
| ---- | -------------- | - | - | - | - | -- | -- | ---- | --- |
| 1 T  | Pays de Galles | 4 | 3 | 0 | 1 | 37 | 17 | +20  | 6   |
| 1 T  | Angleterre     | 4 | 3 | 0 | 1 | 39 | 36 | +3   | 6   |
| 3 0  | France         | 4 | 2 | 0 | 2 | 23 | 20 | +3   | 4   |
| 4 T  | Irlande        | 4 | 2 | 0 | 2 | 33 | 18 | +15  | 3   |
| 5 0  | Écosse         | 4 | 0 | 0 | 4 | 16 | 57 | -41  | 0   |

|  | Vainqueurs conjoints du Tournoi 1947      |
|  | T : Tenants du titre britannique de 1939. |

- Attribution des points de classement (Pts) : 2 points pour une victoire, 1 en cas de match nul, rien pour une défaite.
- Meilleure attaque : Angleterre,
- Meilleures défense et différence de points : pays de Galles.

Règles de classement : 1. points de classement ; 2. titre partagé.

## Résultats
| Colombes, jeudi 1er janvier 1947     | France         | 08 - 3  | Écosse         |
| Cardiff, samedi 18 janvier 1947 1947 | Pays de Galles | 06 - 9  | Angleterre     |
| Dublin, samedi 25 janvier 1947       | Irlande        | 08 - 12 | France         |
| Édimbourg, samedi 1er février 1947   | Écosse         | 08 - 22 | Pays de Galles |
| Dublin, samedi 8 février 1947        | Irlande        | 22 - 0  | Angleterre     |
| Édimbourg, samedi 22 février 1947    | Écosse         | 00 - 3  | Irlande        |
| Londres, samedi 15 mars 1947         | Angleterre     | 24 - 5  | Écosse         |
| Colombes, samedi 22 mars 1947        | France         | 00 - 3  | Pays de Galles |
| Swansea, samedi 29 mars 1947         | Pays de Galles | 06 - 0  | Irlande        |
| Londres, samedi 19 avril 1947        | Angleterre     | 06 - 3  | France         |

## Les matches de la France
Fiches techniques des quatre rencontres de la France :

### France - Écosse
Ce match de reprise d'après-guerre est l'occasion de la cinquième victoire de la France sur l'Écosse, la quatrième en France :
| Jeudi 1er janvier 1947 Beau temps frais. | France                                                       | 8 - 3 (8-3) | Écosse                 | Colombes Terrain gras 35 000 spectateurs Arbitre : C Gadney |
| Jeudi 1er janvier 1947 Beau temps frais. | Essai(s) : 2 Lassègue Terreau Transformation(s) : 1/2 J Prat |             | Pénalité(s) : K Geddes | Colombes Terrain gras 35 000 spectateurs Arbitre : C Gadney |
| Jeudi 1er janvier 1947 Beau temps frais. |                                                              |             |                        | Colombes Terrain gras 35 000 spectateurs Arbitre : C Gadney |

### Irlande - France
Sixième victoire du XV de France contre celui du Trèfle :
| Samedi 25 janvier 1947 Pluie, grêle et vent violent. | Irlande Capitaine : C Murphy                                             | 8 - 12 (8-3) | France Capitaine : Junquas                            | Lansdowne Road Terrain devenant boueux. 49 000 spectateurs Arbitre : J Wittaker |
| Samedi 25 janvier 1947 Pluie, grêle et vent violent. | Essai(s) : McKay 39e Transformation(s) : Mullen Pénalité(s) : Mullen 11e |              | Essai(s) : 4 Lassègue 10e, 59e J Prat 66e Sorondo 77e | Lansdowne Road Terrain devenant boueux. 49 000 spectateurs Arbitre : J Wittaker |
| Samedi 25 janvier 1947 Pluie, grêle et vent violent. |                                                                          |              |                                                       | Lansdowne Road Terrain devenant boueux. 49 000 spectateurs Arbitre : J Wittaker |

### France - pays de Galles
Les Français n'arrivent toujours pas à rééditer leur victoire sur les Gallois de 1928 :
| Samedi 22 mars 1947 Beau temps | France | 0 - 3 (0-3)           | Pays de Galles | Colombes Bon terrain 35 000 spectateurs Arbitre : A Bean |
| Samedi 22 mars 1947 Beau temps |        | Pénalité(s) : Tamplin |                | Colombes Bon terrain 35 000 spectateurs Arbitre : A Bean |
| Samedi 22 mars 1947 Beau temps |        |                       |                | Colombes Bon terrain 35 000 spectateurs Arbitre : A Bean |

### Angleterre - France
La France ne parvient toujours pas à battre l'Angleterre à Twickenham :
| Samedi 19 avril 1947 Pluie en début de match. | Angleterre                        | 6 - 3 (3-0) | France               | Twickenham Bon terrain 63 000 spectateurs Arbitre : Mr Trevor-Jones |
| Samedi 19 avril 1947 Pluie en début de match. | Essai(s) : 2 D Swarbrick, R Guest |             | Pénalité(s) : J Prat | Twickenham Bon terrain 63 000 spectateurs Arbitre : Mr Trevor-Jones |
| Samedi 19 avril 1947 Pluie en début de match. |                                   |             |                      | Twickenham Bon terrain 63 000 spectateurs Arbitre : Mr Trevor-Jones |

## Sources et références
1. ↑  Pierre Salviac et Roger Couderc (préfacier), LE TOURNOI DES 5 NATIONS : 1910-1980 Tous les matches·Tous les résultats·Tous les joueurs, Fernand Nathan, 1981, 102 p., p. 70.
2. ↑  « Trois essais d'écart entre France et Irlande », L'Équipe Hors-série, no 6H : La Légende des Bleus en quinze matches,‎ février-mars 2016, p. 6 et 7. (ISSN 0153-1069)